# Maolin, Anhui
Maolin är en köping i östra Kina. Den ligger i Jing härad i staden Xuancheng i provinsen Anhui, omkring 180 kilometer sydost om provinshuvudstaden Hefei. Antalet invånare är 16 907. Befolkningen består av 7 862 kvinnor och 9 045 män. Barn under 15 år utgör 11,0 %, vuxna 15-64 år 72 %, och äldre över 65 år 15,0 %.